# عمر صقر
عمر صقر هو لاعب كرة قدم مصري، ولد في 8 يناير 1996 في مدينة الجيزة في مصر.